# Patinatge de velocitat als Jocs Olímpics d'hivern de 2006 - 1.000 metres masculins
Als Jocs Olímpics d'Hivern de 2006 celebrats a la ciutat de Torí (Itàlia) es disputà una prova de patinatge de velocitat sobre gel sobre una distància de 1.000 metres en categoria masculina que formà part del programa oficial dels Jocs.
La prova es disputà el dia 18 de febrer de 2006 a les instal·lacions de l'Oval Lingotto de la ciutat de Torí. Hi participaren un total de 41 patinadors de velocitat de 13 comitès nacionals diferents.

## Resum de medalles
| Or          | Argent     | Bronze          |
| Shani Davis | Joey Cheek | Erben Wennemars |

## Resultats
| Pos. | Nom                      | CON             | Temps         | Dif.  |
| ---- | ------------------------ | --------------- | ------------- | ----- |
| 1    | Shani Davis              | Estats Units    | 1:08.89       |       |
| 2    | Joey Cheek               | Estats Units    | 1:09.16       | +0.27 |
| 3    | Erben Wennemars          | Països Baixos   | 1:09.32       | +0.43 |
| 4    | Lee Kyou-Hyuk            | Corea del Sud   | 1:09.37       | +0.48 |
| 5    | Jan Bos                  | Països Baixos   | 1:09.42       | +0.53 |
| 6    | Chad Hedrick             | Estats Units    | 1:09.45       | +0.56 |
| 7    | Yevgeny Lalenkov         | Rússia          | 1:09.46       | +0.57 |
| 8    | Stefan Groothuis         | Països Baixos   | 1:09.57       | +0.68 |
| 9    | Casey Fitzrandolph       | Estats Units    | 1:09.59       | +0.70 |
| 10   | Dmitry Dorofeyev         | Rússia          | 1:09.74       | +0.85 |
| 11   | Jeremy Wotherspoon       | Canadà          | 1:09.76       | +0.87 |
| 12   | Beorn Nijenhuis          | Països Baixos   | 1:09.85       | +0.96 |
| 13   | Konrad Niedzwiedzki      | Polònia         | 1:09.95       | +1.06 |
| 14   | Mikael Flygind Larsen    | Noruega         | 1:10.13       | +1.24 |
| 15   | Alexey Proshin           | Rússia          | 1:10.14       | +1.25 |
| 16   | Francois Olivier Roberge | Canadà          | 1:10.20       | +1.31 |
| 17   | Choi Jae-Bong            | Corea del Sud   | 1:10.23       | +1.34 |
| 18   | Petter Andersen          | Noruega         | 1:10.38       | +1.38 |
| 19   | Denny Morrison           | Canadà          | 1:10.44       | +1.44 |
| 20   | Yusuke Imai              | Japó            | 1:10.48       | +1.59 |
| 21   | Aleksandr Kibalko        | Rússia          | 1:10.50       | +1.61 |
| 22   | Lee Kang Seok            | Corea del Sud   | 1:10.52       | +1.63 |
| 23   | Even Wetten              | Noruega         | 1:10.57       | +1.68 |
| 24   | Mun Joon                 | Corea del Sud   | 1:10.66       | +1.77 |
| 25   | Janne Hanninen           | Finlàndia       | 1:10.83       | +1.94 |
| 26   | Mika Poutala             | Finlàndia       | 1:11.03       | +2.14 |
| 27   | Takaharu Nakajima        | Japó            | 1:11.10       | +2.21 |
| 28   | Takahiro Ushiyama        | Japó            | 1:11.21       | +2.32 |
| 29   | Steven Elm               | Canadà          | 1:11.36       | +2.47 |
| 30   | Maurizio Carnino         | Itàlia          | 1:11.44       | +2.55 |
| 31   | Pekka Koskela            | Finlàndia       | 1:11.45       | +2.56 |
| 32   | Keiichiro Nagashima      | Japó            | 1:11.78       | +2.89 |
| 33   | An Weijiang              | R.P. de la Xina | 1:11.80       | +2.91 |
| 34   | Yu Fengtong              | R.P. de la Xina | 1:11.90       | +3.01 |
| 35   | Zhang Zhongqi            | R.P. de la Xina | 1:12.29       | +3.40 |
| 36   | Aleksandr Zhigin         | Kazakhstan      | 1:12.36       | +3.47 |
| 37   | Risto Rosendahl          | Finlàndia       | 1:12.60       | +3.71 |
| 38   | Lu Zhuo                  | R.P. de la Xina | 1:12.69       | +3.80 |
| 39   | Maciej Ustynowicz        | Polònia         | desqualificat | -     |
| 39   | Ermanno Ioriatti         | Itàlia          | desqualificat | -     |
| 39   | Erik Zachrisson          | Suècia          | desqualificat | -     |